# Pascal Siakam
Pascal Siakam (ur. 2 kwietnia 1994 w Duala) – kameruński koszykarz występujący na pozycji silnego skrzydłowego, od 2024 zawodnik Indiana Pacers.

## Życiorys
Pochodzi z największego miasta w Kamerunie, Duala. Jego talent został odkryty podczas jednego z obozów koszykarskich organizowanych przez Luca Mbah A Moute. W wieku 16 lat przeniósł się do Stanów Zjednoczonych, żeby rozwinąć swoje koszykarskie umiejętności. Uczęszczał przez rok do God's Academy w Lewisville. W rozgrywkach uniwersyteckich reprezentował Uniwersytet Stanu Nowy Meksyk. Po dwóch latach gry w NCAA Siakam został wytrejdowany z Toronto Raptors do  Pacers. 22 grudnia 2022 roku zdobył 52 punkty przeciwko New York Knicks, ustanawiając swój nowy rekord kariery.
17 stycznia 2024 trafił w wyniku wymiany do Indiany Pacers.

## Osiągnięcia
Stan na 21 stycznia 2024, na podstawie, o ile nie zaznaczono inaczej.
NCAA
- Uczestnik turnieju NCAA (2015)
- Mistrz:
  - turnieju konferencji Western Athletic (WAC – 2015)
  - sezonu regularnego WAC (2015, 2016)
- Zawodnik roku konferencji WAC (2016)[7]
- Najlepszy pierwszoroczny zawodnik konferencji WAC (2015)
- Zaliczony do:
  - I składu:
    - WAC (2015, 2016)
    - turnieju WAC (2016)
    - defensywnego WAC (2015, 2016)
    - najlepszych nowo przybyłych/pierwszorocznych zawodników konferencji WAC (2015)

  - składu Honorable Mention All-American (2016 przez Associated Press)
- Lider WAC w[8]:
  - średniej (1,8) i liczbie (61) bloków (2015)
  - liczbie:
    - zbiórek (262 – 2015)
    - oddanych rzutów z gry (509 – 2016)

D-League
- Mistrz D-League (2017)[9]
- MVP finałów D-League (2017)[10]
- Zawodnik tygodnia (20.03.2017)

NBA
- Mistrz NBA (2019)
- Laureat nagrody – największy postęp NBA (2019)[11]
- Zaliczony do II składu NBA (2020)[12]
- Uczestnik:
  - meczu gwiazd NBA (2020[13], 2023[14])
  - konkursu Skills Challenge (2020)[15]
- Lider sezonu NBA w średniej minut spędzanych na parkiecie (2022 – 37,9, 2023 – 37,4)[16]